# Stor-Älgtjärnen, Hälsingland
Stor-Älgtjärnen är en sjö i Härjedalens kommun i Hälsingland och ingår i Ljungans huvudavrinningsområde. Sjön har en area på 0,0621 kvadratkilometer och ligger 298,9 meter över havet. Sjön avvattnas av vattendraget Älgtjärnsån.

## Delavrinningsområde
Stor-Älgtjärnen ingår i det delavrinningsområde (690188-147144) som SMHI kallar för Mynnar i Stavsjön. Medelhöjden är 356 meter över havet och ytan är 33,18 kvadratkilometer. Det finns inga avrinningsområden uppströms utan avrinningsområdet är högsta punkten. Älgtjärnsån som avvattnar avrinningsområdet har biflödesordning 3, vilket innebär att vattnet flödar genom totalt 3 vattendrag innan det når havet efter 178 kilometer. Avrinningsområdet består mestadels av skog (73 procent) och sankmarker (16 procent). Avrinningsområdet har 1,01 kvadratkilometer vattenytor vilket ger det en sjöprocent på 3,1 procent.